# Старокостянтинівський район

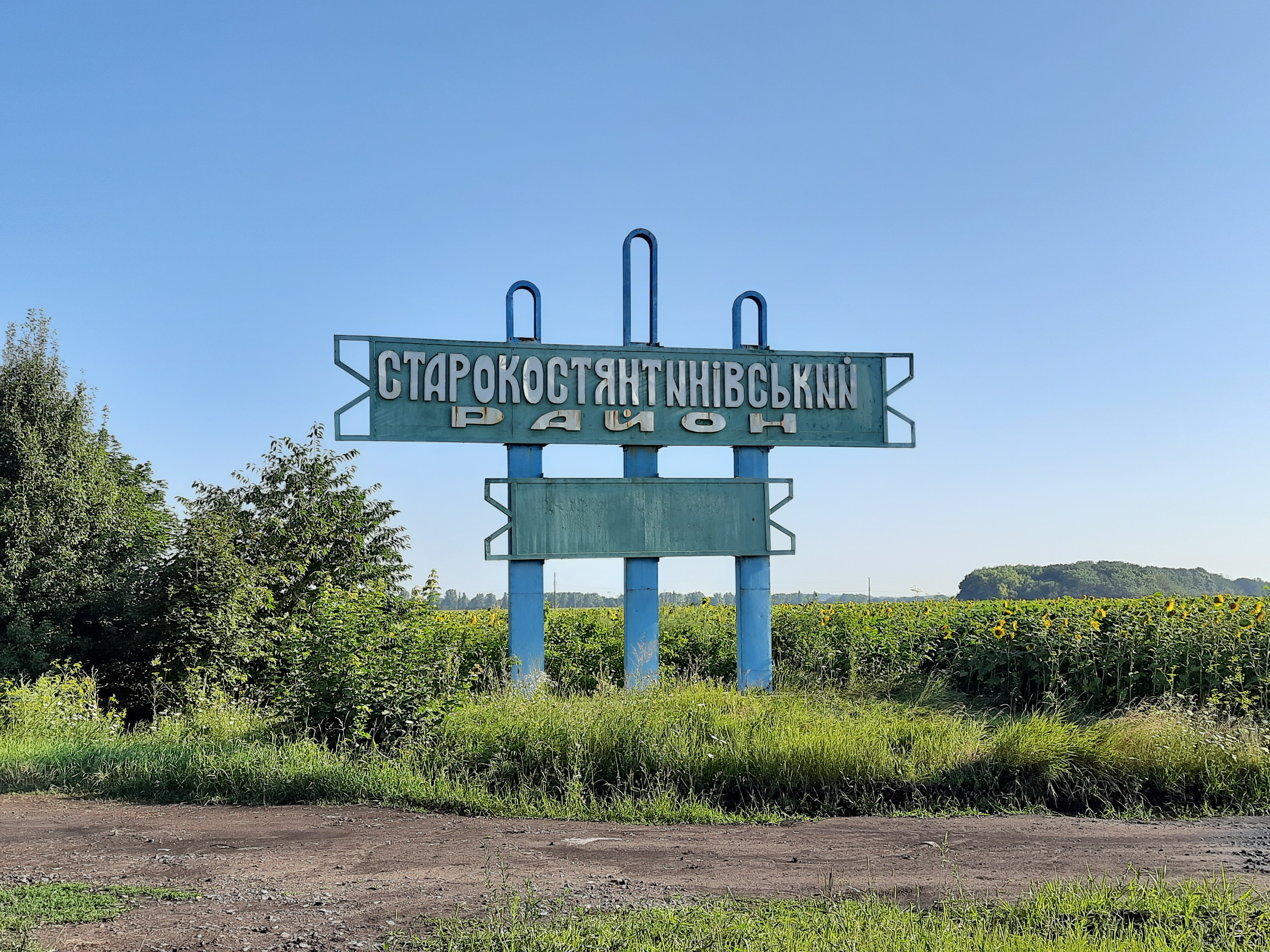
Дорожній знак при в'їзді в район

Старокостянти́нівський райо́н — колишній район на сході Хмельницької області. Центр — місто Старокостянтинів.
17 липня 2020 року було ліквідовано внаслідок адміністративно-територіальної реформи

## Загальні відомості
Площа району становить 1,2 тис. км². Населення — 35,9 тис. мешканців (2004).
Межує на півночі з Шепетівським і Полонським районами, на північному сході з Житомирською областю (Любарський район), на південному сході зі Старосинявським, на півдні з Летичівським і Хмельницьким районами, заході із Красилівським районом і Старокостянтинівською міськрадою Хмельницької області.
Територією району течуть річки Білка, Грабарка, Деревичка, Іква, Ікопоть, Попівка, Случ та інші.
Через район проходять залізничні лінії Гречани—Старокостянтинів I, Шепетівка-Подільська—Старокостянтинів-1 і Калинівка I—Старокостянтинів-1; автошляхи Чернівці—Хмельницький—Житомир (М20) і Старкостянтинів—Рівне—Житковичі (Білорусь) (М21).
У районі 30 сільських рад; 97 сіл.

## Історія
Старокостянтинівщина — стародавня подільська земля, її неповторна краса, плодовитість, а також особлива ментальність мешканців, завжди викликала неабиякий інтерес в мандрівників, місіонерів, військових, інженерів, істориків.
Старокостянтинівський район, як адміністративно-територіальна одиниця в складі Хмельницької області утворений в 1923 році.
05.02.1965 Указом Президії Верховної Ради Української РСР передано села Бичева та Рогізна Мшанецької сільради Старокостянтинівського району Хмельницької області до складу Любарського району Житомирської області з підпорядкуванням сіл Великоволицькій сільській Раді.

## Природні ресурси
Територія району становить 1250 кв. кілометрів і має форму неправильного чотирикутника, витягнутого зі сходу на захід.
За площею та біопродуктивним потенціалом земельного фонду Старокостянтинівський район є одним із провідних в області. За природними умовами район розділяється на 4 агроґрунтових райони.
Глибина залежів підґрунтових вод становить від 0,5 м до 5 м. Під водою річок і ставків зайнято 2,1 тис. гектарів земель. По кліматичних особливостях район нпалежить до помірно теплого, добре зволоженого, середньорічна температура повітря становить +6,9°.
Адміністративний центр — м. Старокостянтинів. Відстань до обласного центру, м. Хмельницького, — 47 км шосейними дорогами.
Основним багатством району є сільськогосподарські, мінеральні, лісові, водні та рекреаційні ресурси. Через район протікають 3 річки: Случ, Ікопоть, Деревичка.
Із мінерально-сировинних ресурсів в Старокостянтинівському районі є запаси графітів, вапняків, апатитів, глин та сапонітів, що є сировиною для промисловості будівельних матеріалів.
Загалом запаси граніту і мігматиту складають понад 15800 тис. м³ тобто розраховані на 56 років розробки, при середньому видобутку твердої маси 280 тис. м³ в рік.
Лісові ресурси мають переважно ґрунтозахисне значення, вони сприяють розвитку деревообробної промисловості. Площа лісового фонду становить 8,1 тис. гектарів.
Загальна площа району становить 125 тис. гектарів, або 6,3% загальної площі області. Із загальної площі земельний фонд району становить 121,4 тис. гектарів, де питому вагу 86,0% займають сільськогосподарські угіддя, розорюваність яких становить 75,5%. Під забудовою в районі зайнято 3,5 тис. га. Землі державної власності становлять 39,4 тис. га, приватної — 81,8 тис. га та колективної — 0,2 тис. га.
Основними виробничими галузями, які розвиваються в районі, є промисловість і сільське господарство.

## Природно-заповідний фонд

### Національні природні парки
Верхнє Побужжя (частина).

### Гідрологічні заказники
Великочернятинський, Вишнопільський, Воронківський, Ікопотський, Мартинівський, Старокостянтинівський.

### Загальнозоологічні заказники
Андронівський, Пеньківський.

### Лісові заказники
Калинівський, Ладижський, Мацевицький, Новиківський, Підгірнянський, Чорнянський.

### Ботанічні пам'ятки природи
Алея бука європейського, Алея старих лип, Біогрупа дерев, Бук європейський, Веселий джміль, Дуб черешчатий, кв. 46, Дуб черешчатий, кв. 47, Липи Костянтина Острозького, Старокостянтинівська груша, Урочище «Баглаї», Урочище «Руда».

### Геологічні пам'ятки природи
Виходи гранато-біотитових гранітів, Скельні виходи пегматитів.

### Комплексні пам'ятки природи
Венеція, Левківська, Решнівська, Северин, Сковородецькі краєвиди, Стецьківська.

### Заповідні урочища
Морозівське.

### Парки-пам'ятки садово-паркового мистецтва
Новоселицький (загальнодержавного значення), Решнівецький, Самчиківський (загальнодержавного значення).

## Політика
25 травня 2014 року відбулися Президентські вибори України. У межах Старокостянтинівського району було створено 75 виборчих дільниць. Явка на виборах складала — 71,16 % (проголосували 17 759 із 24 957 виборців). Найбільшу кількість голосів отримав Петро Порошенко — 50,94 % (9 047 виборців); Юлія Тимошенко — 20,96 % (3 722 виборців), Олег Ляшко — 12,11 % (2 151 виборців), Анатолій Гриценко — 5,73 % (1 017 виборців). Решта кандидатів набрали меншу кількість голосів. Кількість недійсних або зіпсованих бюлетенів — 1,03 %.

## ЗМІ
З 1 березня 1930 року на території району виходить газета «Життя Старокостянтинівщини».

## Пам'ятки
У Старокостянтинівському районі Хмельницької області за даними управління культури, туризму і курортів Хмельницької облдержадміністрації перебуває 66 пам'яток історії. Усі 66 пам'яток покликані увічнити пам'ять загиблих у радянсько-німецькій війні.
У Старокостянтинівському районі Хмельницької області за даними управління культури, туризму і курортів Хмельницької облдержадміністрації перебуває 6 пам'яток архітектури.